# Генрик Фірлей (єпископ)

Варіант гербу Леварт

Генрик Фірлей гербу Леварт (бл. 1600 — 3 грудня 1635, Познань) — польський шляхтич, державний та католицький релігійний діяч, латинський єпископ перемишльський, познанський

## Біографія
Батько Ян (пом. 1614) — з народження протестант, потім став католиком, 3-й син коронного маршалка Яна Фірлея, коронний підскарбій. Матір — дружина батька, донька великого коронного маршалка Ґертруда Опалінська.
Навчався за кордоном (зокрема, Інґольштадт). Після закінчення навчання став королівським секретарем, краківським каноніком РКЦ. При дворі короля отримав вплив, зокрема, завдяки знанню німецької мови (за це дуже цінувала королева Констанція, схоже, за її сприння став «опатом» тинецьким 1627 року). 14 березня 1625 став великим коронним референдарем. Після признанчення познанським єпископом Адама Новодворського король номінував його на вакантну посаду в Перемишлі. Уряд прийняв за допомогю помічників 18 листопада 1631. На сеймі 21 жовтня 1632 мав промову як посол королевича Владислава. Новий король 9 лютого 1633 надав Г. Фірлею вакантну посаду вармінського єпископа, якої той не прийняв через напружену ситуацію в Прусії.
22 листопада 1633 його урочисто вітала капітула в Перемишлі, деякий час мав резиденцію в Березові (Бжозуві), але більшість часу проводив у родинних маєтках на Люблінщині. не брав участі в синоді дієцезії 13 жовтня 1624 (Перемишль), провінційному синоді 13 листопада (Варшава). Запамятався затвердженням відновного фундушу колегіати Ярослава, створення комісії стосовно вивчення ситуації з чудотворною іконою Матері Божої з костелу бернардинів Лежайська; 1635 року костели Уйковичів та Стоянців отримали ксьондзів.
Після смерті А. Новодворського (†20 серпня 1634) став познанським єпископом, але не відбув інґресу через передчасну смерть.
Власні маєтки не дуже пильнував, залишив значні борги, безлад, заставив їх за життя улюбленцю короля Адаму Казановському, який посідав маєток розумово хворого братанка єпископа Єнджея Фірлея, опікунами якого були стрийки — єпископ та сандомирський воєвода.
Хворів подагрою. Його особу коротко охаректеризував нунцій Вісконті.